# 히라키 고코나
히라키 고코나(開心那, 2008년 8월 26일 ~ )는 일본의 스케이트보더이다. 2020년 도쿄 올림픽 여자 공원 종목에서 은메달을 획득하여 하계 올림픽에 참가한 역대 최연소 일본 선수가 되었다. 2024년 파리 올림픽 여자 파크 종목에서 또다시 은메달을 획득했다.

## 기록
2024년 8월 기준 히라키는 다음과 같은 기록을 보유하고 있다.
- 두 개의 다른 하계 올림픽에서 메달을 획득한 최연소 선수 – 15년 11개월 9일
  - 두 번의 하계 올림픽에서 두 개의 은메달을 획득한 최연소 선수
- 최연소 X 게임스 메달리스트 – 10년 11개월 7일
- 하계 올림픽에 참가한 최연소 일본 선수 – 12년 9개월 9일
- 하계 올림픽에서 메달을 획득한 최연소 일본 선수